# Оттавський університет
Отта́вський університе́т (англ. University of Ottawa, фр. Université d'Ottawa — двомовний (англо-французький) світський університет у м. Оттава, Онтаріо, один із найстаріших університетів у Канаді.
Заснований у 1848 році під назвою Байтаунський коледж (англ. College of Bytown) Місією Марії Непорочної. Спочатку — коледж загальногуманітарної освіти. Уже з XIX століття викладання велося як англійською, так і непрестижною в той час, але набагато поширенішою в тогочасній Оттаві французькою мовою.
Статус університету присвоєно у 1866 році. У 1889 році папа Лев XIII присвоїв йому титул Понтифікального університету. У 1965 році, проте, богословські дисципліни були перенесені в спеціально створений Університет Святого Павла (Оттава).
Оттавський університет має право присвоювати ступінь бакалавра з 1872 року, магістра з 1875 року, доктора філософії з 1888 року. Входить до Групи п'ятнадцяти передових університетів Канади (англ. Group of Fifteen).